# Milhão (Bragança)
Milhão é uma aldeia portuguesa do Município de Bragança que foi sede da extinta Freguesia de Milhão, freguesia que tinha 29,55 km² de área e 161 habitantes (2011), e, por isso, uma densidade populacional de 5,4 hab/km².
A Freguesia de Milhão foi extinta em 2013, no âmbito de uma reforma administrativa nacional, tendo sido agregada à freguesia de Rio Frio, para formar uma nova freguesia denominada União das Freguesias de Rio Frio e Milhão com a sede em Rio Frio.
Até 1853, Milhão fez parte do antigo concelho de Outeiro, extinto pelos decretos de 22 de Junho e 31 de Dezembro de 1853 tendo passado então para o concelho (atual município) de Bragança.
O orago da freguesia é São Lourenço. e tem anexas as localidades de Vale de Prados e Vilar.

## População
| População da freguesia de Milhão | População da freguesia de Milhão | População da freguesia de Milhão | População da freguesia de Milhão | População da freguesia de Milhão | População da freguesia de Milhão | População da freguesia de Milhão | População da freguesia de Milhão | População da freguesia de Milhão | População da freguesia de Milhão | População da freguesia de Milhão | População da freguesia de Milhão | População da freguesia de Milhão | População da freguesia de Milhão | População da freguesia de Milhão |
| -------------------------------- | -------------------------------- | -------------------------------- | -------------------------------- | -------------------------------- | -------------------------------- | -------------------------------- | -------------------------------- | -------------------------------- | -------------------------------- | -------------------------------- | -------------------------------- | -------------------------------- | -------------------------------- | -------------------------------- |
| 1864                             | 1878                             | 1890                             | 1900                             | 1911                             | 1920                             | 1930                             | 1940                             | 1950                             | 1960                             | 1970                             | 1981                             | 1991                             | 2001                             | 2011                             |
| 387                              | 401                              | 473                              | 420                              | 468                              | 412                              | 407                              | 505                              | 438                              | 506                              | 415                              | 316                              | 243                              | 205                              | 161                              |